# Doğduğun Ev Kaderindir
Doğduğun Ev Kaderindir (No Brasil recebeu o nome "Meu Lar, Meu Destino") é uma telenovela turca assinada pela OGM Pictures, cujo primeiro episódio foi lançado em 25 de dezembro de 2019, dirigida por Çağrı Bayrak e escrita por Eylem Canpolat, Selcan Özgür, Berrin Tekdemir e Firuze Engin . 
É uma adaptação do livro The Girl in the Glass de Gülseren Budaıcıoğlu. A atração teve duas temporadas na Turquia, as quais decorrem em função do verão, período do ano com queda de audiência no país.

## Sinopse
Zeynep (Demet Özdemir) nasceu de uma família humilde e não teve tantas chances na vida por conta da mãe doente, do pai alcoólatra e também porque o irmão morreu por falta de um tratamento médico. Tempos depois uma família decide adotá-la e seus pais concordam. Ela viverá no mundo dos ricos e conseguirá se transformar numa jovem educada, bonita e inteligente. Após estar noiva com o homem dos sonhos, seguindo o padrão da sociedade, tudo mudará radicalmente quando sua mãe biológica decidir que quer tê-la de volta. 

## Exibição
Foi exibida originalmente de 25 de dezembro de 2019 à 12 de maio de 2021 em 43 capítulos divididos em 2 temporadas.

### Exibição no Brasil
Foi adicionada ao catálogo do streaming anteriormente designado como HBO MAX no começo de 2022 em duas temporadas editadas com capítulos mais curtos comparados a versão original. A primeira temporada contém 39 capítulos e a segunda 99 capítulos, totalizando 138 capítulos.
Foi exibida por meio do canal pago TNT Novelas de 26 de junho de 2023 à 03 de janeiro de 2024, em 138 capítulos, sendo substituída por Força de Mulher.

## Elenco e personagens
O folhetim é estrelado por talentosos atores turcos, com İbrahim Çelikkol no papel de Mehdi, um homem enigmático com um passado complexo.
Demet Özdemir brilha como Zeynep, a protagonista determinada e corajosa.
Além disso, o elenco conta com outros nomes notáveis, como Engin Hepileri, Zuhal Gencer, Senan Kara, Fatih Koyunoğlu, Zeynep Kumral e Sinan Demirer, que entregam performances convincentes e contribuem para a qualidade da produção.

### Personagens principais
| Ator          | Personagem           | Seção |
| ------------- | -------------------- | ----- |
| Demet Ozdemir | Zeynep Goksu Tunahan | 1-43  |
| Engin Ozturk  | Baris Tunahan        | 15-43 |

### Personagens auxiliares
| Ator               | Personagem            | Seção    |
| ------------------ | --------------------- | -------- |
| Zuhal Gencer       | calma                 | 1-43     |
| Senan Kara         | Nermin                | 1-43     |
| Elif Sonmez        | Cemile                | 1-43     |
| Hülya Duyar        | Sultão                | 1-43     |
| Fatih Koyunoglu    | Noé                   | 1-43     |
| Naz Göktan         | Emine                 | 1-43     |
| İncinur bonito     | benal                 | 1-39, 43 |
| Kaan Altay Köprülü | Guerra Tunahan        | 24-43    |
| Pedra Macit        | Murat                 | 16-28    |
| Hakan lançado      | Tio Ali Riza          | 27-43    |
| Gulcan Arslan      | Nesrin / Gulbin Goksu | 38-43    |
| Fırat Dogruloglu   | Tariq                 | 39-43    |

### Personagens finalizados
| Ator                 | Personagem           | Seção |
| -------------------- | -------------------- | ----- |
| Ibrahim Celikkol     | Mehdi Karaca         | 1-37  |
| Anfitrião da Fé      | Método/Texto         | 32-37 |
| Ebru Cündübeyoğlu    | Ozlem Tunahan Poyraz | 29-35 |
| Pedra Macit          | Murat                | 16-28 |
| Helin Kandemir       | Partida / Dilara     | 1-34  |
| Kazim Sinan Demirer  | Celebração           | 1-27  |
| Zeynep Kumral        | mujgan               | 1-23  |
| Teoman Kumbaracıbaşı | Burhan               | 16-22 |
| emir talha           | Todos                | 1-22  |
| Engin Hepileri       | faruk                | 1-18  |
| Nurşim Demir         | Zélia                | 1-12  |
| Kayra Zabci          | Jasmim               | 1-12  |
| Alpine Akar          | Ramzi                | 1-12  |
| Nail Kirmizigul      | Ekrem                | 1-12  |
| Mehmet Korhan Firat  | Jalal                | 1-11  |
| Ali Oguz Senol       | Tolga                | 2-3   |

### Participações especiais
| Ator                 | Personagem                                                    | Seção |
| -------------------- | ------------------------------------------------------------- | ----- |
| Binnur Kaya          | Terapeuta de Zeynep (Doutor Manolya Yadigaroğlu / Doutor Ms.) | 13    |
| Gulcin Culture Sahin | Secretária Tuna                                               | 13    |
| Erkan Petekkaya      | Jovem Sadi                                                    | 37    |

## calendário de transmissão
| Temporada   | Dia e hora da transmissão | início da temporada    | final da temporada               | levado </br> número de episódios | Seção </br> faixa | ano de publicação | televisão </br> canal |
| ----------- | ------------------------- | ---------------------- | -------------------------------- | -------------------------------- | ----------------- | ----------------- | --------------------- |
| temporada 1 | Quarta-feira 20h00        | 25 de dezembro de 2019 | 1 de julho de 2020               | 12                               | 1-12              | 2019-2020         | TV8                   |
| temporada 2 | Quarta-feira 20h00        | 30 de setembro de 2020 | 12 de maio de 2021 </br> (Final) | 31                               | 13-43             | 2020-2021         | TV8                   |

## Visão da crítica especializada
A novela recebeu elogios da crítica por sua narrativa envolvente e performances convincentes do elenco.
A abordagem sensível de questões sociais e a química entre os protagonistas também foram destacados.
No geral, Meu Lar, Meu Destino foi bem recebida e atraiu uma base de fãs dedicada.

## Representação em outros países
| País                    | Canal         | Nome de exibição                        |
| ----------------------- | ------------- | --------------------------------------- |
| Irão</img> Irão         | tv filme      | homem xāneye (خانه من)                  |
| Albânia</img> Albânia   | Clã da TV     | Shtepia ime fati im                     |
| Bulgária</img> Bulgária | Família Diema | Домът, в който си роден, е твоята съдба |
| Sérvia</img> Sérvia     | rosa          | Зеjнеп                                  |
| Hungria</img> Hungria   | TV Izaura     | A végzet fogságában                     |

## Curiosidades
- İbrahim Çelikkol é um dos atores mais famosos da Turquia e já foi jogador de basquete.
- A obra aborda questões sociais e culturais relevantes, como desigualdade de classes e preconceitos.[1]